# Forest City (Flórida)
Forest City é uma Região censo-designada localizada no estado americano de Flórida, no Condado de Seminole.

## Demografia
Segundo o censo americano de 2000, a sua população era de 12.612 habitantes.

## Geografia
De acordo com o United States Census Bureau tem uma área de
12,8 km², dos quais 11,1 km² cobertos por terra e 1,7 km² cobertos por água. Forest City localiza-se a aproximadamente 16 m acima do nível do mar.

## Localidades na vizinhança
O diagrama seguinte representa as localidades num raio de 8 km ao redor de Forest City.